# Entre la vida y la muerte
Entre la vida y la muerte (lit. Entre a vida e a morte) é uma telenovela mexicana produzida por Angelli Nesma Medina para a Televisa e exibida pelo Canal de las Estrellas entre 11 de janeiro e 2 de julho de 1993, sucedendo Atrapada e antecedendo Corazón salvaje, em 125 capitulos. 
Foi protagonizada por Leticia Calderón e Fernando Ciangherotti, com atuação antagônica de Sebastián Ligarde e Frances Ondiviela.

## Enredo
Susana Trejos (Leticia Calderón), uma doutora responsável e dedicada a seus pacientes, está a ponto de casar-se com Andrés del Valle (Sebastián Ligarde), um Licenciado com um passado duvidoso. Susana está perdidamente apaixonada por Andrés, mas ele só deseja matar-la para apropiar-se de toda sau fortuna. Antes do casamento, Susana recebe un mensagem onde diz que Andrés se encontra na Selva Lacandona, muito enfermo e a ponto de morrer.
Susana, como boa doutora, decide ir a salvar a su enamorado, pero se lleva una sorpresa al ver que el que enfermo não é seu prometido, e sim um arqueólogo que se chama exatamente igual. Enquanto Susana se recupera da confusão, o verdadeiro Licenciado Andrés del Valle incendeia o apartamento de sua futura esposa.
Desgraçadamente, uma amiga de Susana está no apartamento e morre carbonizada no incendio. Como seus restos são totalmente irreconhecíveis, todos crêm que é a propria Susana que está morta. Enquanto isso, o arqueólogo Andrés (Fernando Ciangherotti) recebe de Susana os cuidados necessários para seu reestabelecimento. Susana toma a decisão de voltar a casa quando ele estiver totalmente recuperado. No entanto, os dias passam e Susana fica presa na selva sem poder regressar à Cidade do México pela falta de meios de transporte. Durante sua estadia junto ao arqueólogo, ambos começam a se apaixonar entre a vida e a muerte.

## Elenco
- Leticia Calderón - Susana Trejos
- Fernando Ciangherotti - Prof. Andrés del Valle
- Sebastián Ligarde - Lic. Andrés del Valle
- Frances Ondiviela - Ivonne del Castillo
- Irán Eory - Aída Trejos
- Roberto Cañedo - Rolando Trejos
- Beatriz Aguirre - Doña Rebeca
- Raúl Ramírez - Julián
- Lupita Sandoval - Carlota
- Maleni Morales - Constanza
- Óscar Bonfiglio - Lic. García
- Arsenio Campos - Francisco del Valle
- Odiseo Bichir - Chon-Li
- Lucero Lander - Paloma del Valle
- Lorena Herrera - Jessica Rivas
- Wendy de los Cobos - Sandra
- María Cristina Ribal - Guadalupe del Valle
- Irán Castillo - Anita del Valle
- Alejandro Landero - Paco
- Ramiro Huerta - Bor
- Yadira Santana - Mayan / Cynthia
- Felicia Mercado - Cristina
- Andrea Cotto - Queta
- Alejandro Ciangherotti - Abraham del Valle
- Beatriz Martínez - Aurora del Valle
- Isabel Andrade - Claudia del Valle
- Alejandro Rábago - Melquiades
- Germán Gutiérrez - Dante
- Mario García González - Honorio
- María Luisa Coronel - Najbor

## Prêmios e indicações

### Prêmios TVyNovelas 1994
| Categoria                 | Indicado          | Resultado |
| ------------------------- | ----------------- | --------- |
| Melhor atriz protagonista | Leticia Calderón  | Indicado  |
| Melhor ator antagonista   | Sebastián Ligarde | Venceu    |